# Adénylate-cyclase 5
AC5, ADCY5, ADCY5
 (août 2025).
La mise en forme du texte ne suit pas les recommandations de Wikipédia : il faut le « wikifier ».
Les points d'amélioration suivants sont les cas les plus fréquents. Le détail des points à revoir est peut-être précisé sur la page de discussion.
- Les titres sont pré-formatés par le logiciel. Ils ne sont ni en capitales, ni en gras.
- Le texte ne doit pas être écrit en capitales (les noms de famille non plus), ni en gras, ni en italique, ni en « petit »…
- Le gras n'est utilisé que pour surligner le titre de l'article dans l'introduction, une seule fois.
- L'italique est rarement utilisé : mots en langue étrangère, titres d'œuvres, noms de bateaux, etc.
- Les citations ne sont pas en italique mais en corps de texte normal. Elles sont entourées par des guillemets français : « et ».
- Les listes à puces sont à éviter, des paragraphes rédigés étant largement préférés. Les tableaux sont à réserver à la présentation de données structurées (résultats, etc.).
- Les appels de note de bas de page (petits chiffres en exposant, introduits par l'outil «  Source ») sont à placer entre la fin de phrase et le point final[comme ça].
- Les liens internes (vers d'autres articles de Wikipédia) sont à choisir avec parcimonie. Créez des liens vers des articles approfondissant le sujet. Les termes génériques sans rapport avec le sujet sont à éviter, ainsi que les répétitions de liens vers un même terme.
- Les liens externes sont à placer uniquement dans une section « Liens externes », à la fin de l'article. Ces liens sont à choisir avec parcimonie suivant les règles définies. Si un lien sert de source à l'article, son insertion dans le texte est à faire par les notes de bas de page.
- La présentation des références doit suivre les conventions bibliographiques. Il est recommandé d'utiliser les modèles {{Ouvrage}}, {{Chapitre}}, {{Article}}, {{Lien web}} et/ou {{Bibliographie}}. Le mode d'édition visuel peut mettre en forme automatiquement les références.
- Insérer une infobox (cadre d'informations à droite) n'est pas obligatoire pour parachever la mise en page.

Pour une aide détaillée, merci de consulter Aide:Wikification.
Si vous pensez que ces points ont été résolus, vous pouvez retirer ce bandeau et améliorer la mise en forme d'un autre article.
L'adénylate-cyclase 5 (ADCY5 ou simplement AC5) est une protéine, qui chez l'Homme est codée par le gène ADCY5.
Cette protéine est une enzyme membranaire dont l'activité catalytique convertit l’adénosine triphosphate (ATP) en adénosine monophosphate cyclique (AMPc). Dans le cerveau, elle est fortement exprimée dans les neurones de projection striataux. Elle est également exprimée dans des cellules non neuronales comme les cardiomyocytes et les îlots pancréatiques. AC5 joue un rôle dans plusieurs processus physiologiques incluant la modulation de l'activité neuronale, particulièrement dans le striatum.
Chez l'Homme, le gène ADCY5 est situé sur le bras long du chromosome 3. Des variants de ce gène peuvent conduire à des mouvements anormaux.

## Structure et fonction d'AC5

### AC5: Enzyme clé dans la voie de signalisation de l’AMPc
Chez les mammifères, il existe 9 adénylate-cyclases membranaires (AC1-9), et une seule adénylate-cyclase soluble (AC10). En tant qu’adénylate-cyclase, AC5 catalyse la production du second messager AMPc à partir de l’ATP, sous le contrôle des protéines G,. Le niveau d’AMPc cellulaire contrôle l’activité de la protéine kinase A (PKA), dont les protéines cibles sous leur forme phosphorylée permettront la réponse des cellules.

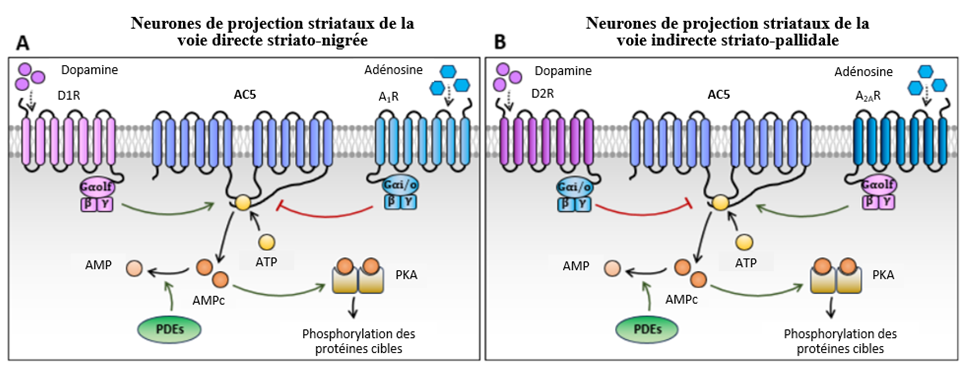
Figure 1 : AC5 est une enzyme clé de la voie de signalisation de l’AMPc dans les neurones de projection striataux

AC5 est la principale adénylate-cyclase exprimée dans les neurones de projection striataux. Le striatum permet un contrôle du mouvement via une balance subtile entre l’activité de deux types de neurones de projection : ceux de la voie directe striato-nigrale qui facilite l’exécution des mouvements, et ceux de la voie striato-pallidale indirecte qui inhibe l’exécution des mouvements. La synthèse d’AMPc par AC5 dans ces neurones est finement régulée par les récepteurs couplés aux protéines G. En effet, AC5 est activée par la protéine G stimulatrice Gαolf (codée par le gène GNAL) en aval du récepteur dopaminergique D1 (D1R) dans la voie directe et du récepteur de l’adénosine A2A (A2AR) dans la voie indirecte, tandis qu’elle est inhibée par la protéine G inhibitrice Gαi/o en aval du récepteur dopaminergique D2 (D2R) dans la voie directe et du récepteur de l’adénosine A1 (A1R) dans la voie indirecte. Le niveau d’AMPc dans les neurones de projection striataux des voies directe et indirecte est essentiel pour l’activation de leurs neurones cibles, facilitant ou inhibant ainsi l’exécution du mouvement.

### Structure

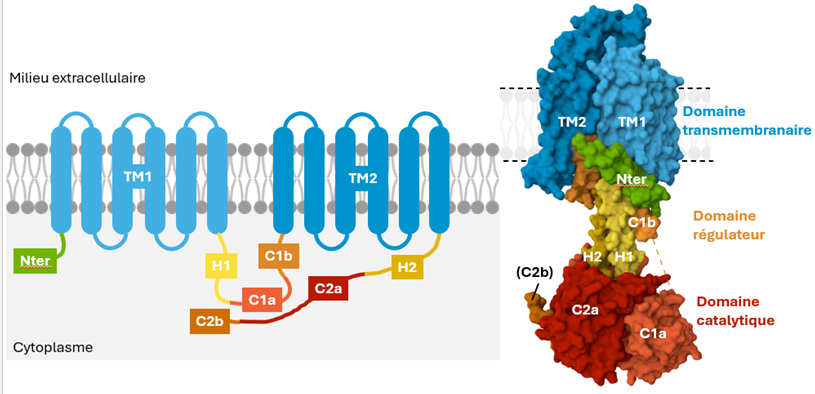
Figure 2 : AC5 est une protéine membranaire avec un domaine catalytique cytoplasmique séparé de la membrane par un domaine régulateur composé d’une superhélice et du domaine C1b.

La protéine AC5 est composée d’un domaine cytoplasmique N-terminal, d’un premier domaine membranaire de 6 segments transmembranaires, suivi d’un premier domaine catalytique (C1a) et d’un domaine régulateur (C1b), puis d’un second domaine membranaire de 6 segments transmembranaires, et enfin d’un second domaine catalytique (C2a). Contrairement à d’autres adénylate-cyclases, AC5 n’a pas de domaine régulateur C-terminal (C2b) complet. Les deux domaines catalytiques cytoplasmiques forment une poche catalytique permettant la liaison de l’ATP et sa conversion en AMPc. Les deux domaines membranaires sont assemblés en une seule structure dans la membrane plasmique. Ces domaines membranaires sont prolongés par deux hélices cytoplasmiques (H1 et H2) formant une superhélice qui sépare le domaine catalytique de la membrane. La conformation du domaine régulateur C1b et de la superhélice ainsi que leur association avec différentes sous unités des protéines G modifient la conformation des deux domaines catalytiques et donc l’activité catalytique d’AC5. Le domaine N-terminal pourrait également participer à la régulation par les protéines G, ; cependant sa structure n’est que partiellement connue.

### Intéractions
Dans les neurones de projection striataux, AC5 peut s’associer à différentes protéines G hétérotrimériques, plus précisément à Gαolf, Gβ2 et Gγ7. In vitro, AC5 peut également interagir avec Gβ1 et Gγ2 au niveau de son domaine N-terminal.
AC5 peut interagir avec la protéine régulatrice des protéines G RGS2.

## Impact clinique

### Maladie des mouvements anormaux hyperkinétiques liés à ADCY5
La maladie des mouvements anormaux hyperkinétiques liés à ADCY5 (abrégée en anglais par MxMD-ADCY5) est une maladie rare débutant dans l’enfance, en lien avec des variants pathogènes dans le gène ADCY5.

#### Symptômes et diagnostic
La maladie des mouvements anormaux hyperkinétiques liés à ADCY5 tient une partie de son nom du gène à l’origine de cette pathologie, découvert en 2012 par séquençage de l’exome. Cependant, le premier patient atteint de cette pathologie a été publié en 1967, décrit à cette époque comme atteint de “choréathétose paroxystique”. Le terme de “dyskinésies familiales avec myokymies faciales” a ensuite été employé après une nouvelle exploration du cas de ce patient et de sa fille qui présentait des symptômes similaires. Il est aujourd’hui remplacé par celui de « maladie des mouvements anormaux hyperkinétiques liés à ADCY5 », suite à l’élargissement des phénotypes. En effet, le spectre clinique est typiquement caractérisé par une combinaison variable de mouvements hyperkinétiques permanents avec des exacerbations paroxystiques, notamment des myoclonies, chorées, tremblement et / ou dystonie. Ces symptômes peuvent être plus ou moins invalidants et altèrent le plus souvent la qualité de vie des patients. La survenue de dyskinésies paroxystiques nocturnes et la présence d’une atteinte orofaciale est particulièrement suggestive du diagnostic. Ces dyskinésies sont parfois associées à d’autres symptômes comme une hypotonie axiale, une atteinte oculomotrice, des signes pyramidaux, un retard de développement psychomoteur ou des troubles cognitifs ou psychiatriques. Quelques cas de cardiomyopathie ont été rapportés, soulevant la possibilité d’une atteinte cardiaque.

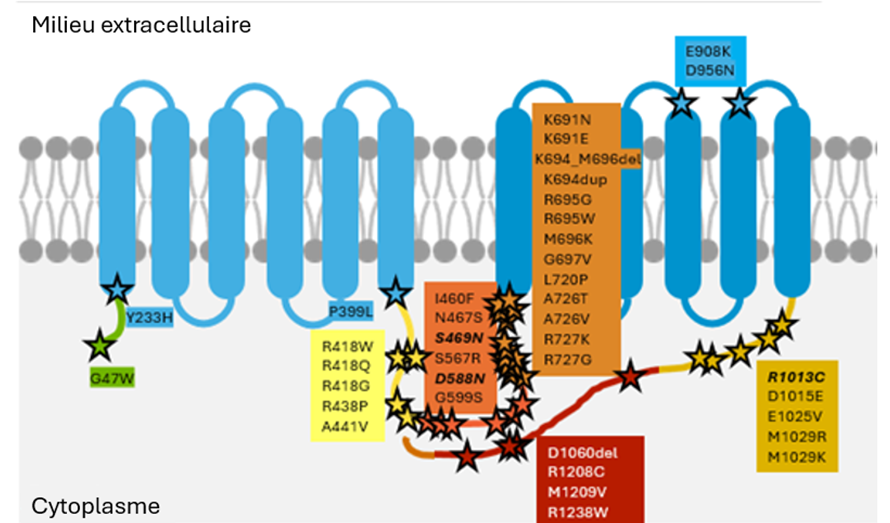
Figure 3 : Mutations faux sens et petites délétions dans la protéine AC5 associées à la maladie des mouvements anormaux hyperkinétiques liés à ADCY5.

#### Génétique
La maladie des mouvements anormaux hyperkinétiques liés à ADCY5 est le plus souvent transmise de façon autosomique dominante, plus rarement autosomique récessive. Le mosaïcisme est particulièrement fréquent dans cette pathologie et est associé à un phénotype moins sévère. La cause génétique la plus fréquente est la mutation dominante R418W située dans la superhélice d’AC5. La majorité des mutations connues sont concentrées dans cette superhélice, ainsi que dans les domaines catalytiques (C1a et C2a) ou dans le domaine régulateur (C1b) d’AC5, suggérant une dérégulation de l’activité enzymatique à l’origine de cette pathologie.

#### Physiopathologie
La physiopathologie est liée à une dérégulation de la voie de l’AMPc dans le striatum en lien avec des variants pathogènes d’ADCY5, altérant la balance entre les voies directe et indirecte du contrôle du mouvement. Des études fonctionnelles in vitro ont montré que certaines mutations dominantes (variants de type faux sens ou petite délétion) induisaient un gain de fonction d’AC5, augmentant la production d’AMPc après stimulation par les récepteurs couplés aux protéines G en comparaison à la protéine AC5 non mutée,. La physiopathologie des mutations tronquantes (variants de type non-sens ou décalage du cadre de lecture) et / ou récessifs a été peu étudiée, certaines études suggérant une perte de fonction d’AC5,, diminuant probablement la production d’AMPc.

#### Traitement
Les mécanismes physiopathologiques et des études préliminaires désignent les antagonistes des récepteurs de l’adénosine A2A comme premières lignes thérapeutiques, plus précisément la caféine, l’istradefylline et la théophylline. Des traitements symptomatiques comme les benzodiazépines pourraient également être utiles chez certains patients, notamment pour améliorer les dyskinésies nocturnes. Dans les formes sévères, la stimulation cérébrale profonde du globus pallidus interne (GPi-DBS) pourrait également être considérée,.

### Autres implications cliniques
Les polymorphismes dans le gène ADCY5 sont associés à des troubles neuropsychiatriques, notamment à l’alcoolisme, la dépression ou l’autisme.
Le gène ADCY5 semble jouer un rôle dans la fonction cardiaque et pourrait être impliqué dans la longévité et la résistance au stress. En effet, la délétion du gène Adcy5 chez la souris augmente significativement l’espérance de vie et la résistance au stress,,.